# MYCN
MYCN est un facteur de transcription. Son gène est MYCN, situé sur le chromosome 2 humain.

## Rôle
L'AURKA se lie avec une ubiquitine ligase permettant une ubiquitinisation de MYCN et sa stabilisation. MYCN augmente l'expression de plusieurs gènes impliquées dans la formation des ribosomes.

## En médecine
Son expression est fortement augmentée dans les cellules du rétinoblastome, mais également dans d'autres tumeurs, comme le cancer bronchique à petites cellules. Il induit la synthèse de plusieurs types de micro-ARNs dans les neuroblastomes.
Cibler le MYCN serait une voie potentielle de traitement de tels cancers. Plusieurs méthodes sont en cours d'exploration, consistant à inhiber l'activité de AURKA ou celle des inhibiteurs de bromodomaines ou encore celle de CDK7.
Une mutation du MYCN serait responsable du syndrome de Feingold, syndrome polymalformatif du tube digestif, du cerveau et du cœur.